# Гуан Мараил
Гуан Мараил (лат. Penelope marail) је врста птице из рода Penelope, породице Cracidae. Живи у Бразилу, Француској Гвајани, Гвајани, Суринаму и Венецуели. Природна станишта су јој суптропске и тропске влажне низинске шуме.